# Cueva del Tebellín
La cueva del Tebellín está situada en la localidad de Bricia, parroquia de Posada de Llanes en el concejo asturiano de Llanes.
La cueva está situada dentro del complejo del Cuetu la Llera.
La cueva contiene pinturas rupestres. Estas pinturas están formadas por signos claviformes de color rojo que en algún caso tienen una longitud de un metro veinte. Pertenecen al estilo IV antiguo.
- Datos: Q5794283